# Tamir Hendelman
Tamir Hendelman (Tel-Aviv, Izrael 1971. ? ?, –) amerikai-izraeli dzsesszzongorista, zenepedagógus.

## Pályakép
Hat éves korában kezdte zongora tanulmányait Tel-Avivban. 1984-ben az Egyesült Államokba költözött, és két évvel később megnyerte a Yamaha-zongoraversenyt. A koncertek Japánban és a Kennedy Centerben zajlottak.
1993-ban az Eastman Zeneiskolában kapott diplomát. 1993-ban a Kreatív Művészetek Lovewell Intézetének legfiatalabb zenei igazgatója lett.
1996-ban visszatért Los Angelesbe. Turnézott az Egyesült Államokban, Európában és Ázsiában.
2000-ben csatlakozott a Jeff Hamilton Trio-hoz.

## Lemezek
- Charles Aznavour, Jazznavour II (2010), Sony France
- Roberta Gambarini, So In Love (Aug 2009)
- Graham Dechter, Right On Time (Sept 22, 2009), Capri
- Jeff Hamilton Trio, Symbiosis (Sept 12, 2009), Capri
- Barbra Streisand, Love Is The Answer (Sept 29 2009), Sony
- Greta Matassa, I Wanna Be Loved, (2009), Resonance
- John Proulx, Baker's Dozen, (co-arranger, co-producer), (2009), MaxJazz Records
- Renee Olstead, Skylark, (2009), Reprise/WEA
- Jackie Ryan, Doozy (arranger), (2009), Open Art
- Brasil Brazil, Brasil Brazil 3, (2009), Yellow Green
- Andreas Oberg, My Favorite Guitars, (2008), Resonance
- Lori Bell, The Music of Djavan, (2008) Resonance
- Janice Mann, A Perfect Time, (2008)
- Cathy Rocco, You're Gonna Hear From Me, (2008), Resonance
- Tamir Hendelman, Playground, (2008), Swing Bros / CD Baby
- Natalie Cole, Still Unforgettable, (2008), 143 Records/Reprise
- Julia Migenes, Alter Ego, (2008), Universal France
- Jackie Ryan, You and the Night and the Music, (2007), Open Art
- Michael Buble, Call Me Irresponsible, (2007), Reprise
- Paul Anka, Classic Songs, MY Way, (2007), Decca
- Ira Nepus, Another Time, Another Place, (2007), Jazzed Media
- Jay Lawrence Trio, Thermal Strut, (2006), Origin Arts
- Bruce Hamada Trio, Two For The Road, (2006), Don Don Records
- Gladys Knight, Before Me, (2006), Verve
- Diana Krall with CHJO, From This Moment On, (2006), Verve
- Roberta Gambarini, Easy To Love, (2006), J55 Records
- Jeff Hamilton Trio, From Studio Four, (2006), Azica
- John Pizzarelli w/ CHJO, Dear Mr. Sinatra, (2006), Telarc
- John Proulx, Moon and Sand, (2006), MaxJazz
- Michael Buble, It's Time, (2005) 143 Records/Reprise
- Clayton Hamilton J.O., Live at MCG, (2005), MCG Jazz
- Diana Krall with CHJO, Christmas Songs, (2005), Verve
- Kathleen Grace, Sunrise, (2005), CD Baby
- Sandro Albert, The Colors of Things, (2005)
- Jeff Hamilton Trio, The Best Things Happen, (2004), Azica)
- Larry Steen and WJO, View From Afar, (2003)
- Mark Winkler, Sings Bobby Troup, (2003), Rhombus Records
- Sandro Albert, Soulful People, (2001)
- Brazil Brasil, Brazil Brasil 2, (2000), Yellow Green
- Brazil Brasil, Brazil Brasil, (1999), Yellow Green
- Eldad Tarmu, Aluminum Forest (1998), USA Music Group

- Playground: 2008 with Jeff Hamilton and John Clayton
- Destinations: 2010, with Lewis Nash and Marco Panascia

### Clayton-Hamilton Jazz Orchestra (CHJO)
Tamir Hendelman CD-t készített John Pizzarelli, Gladys Knight és Diana Krall számára is.